# 舍夫琴科 (弗拉季伊夫卡區)
47°39′51″N 30°25′6″E / 47.66417°N 30.41833°E
舍夫琴科（烏克蘭語：Шевченко），是烏克蘭的村落，位於該國南部尼古拉耶夫州，由弗拉季伊夫卡區負責管轄，始建於1908年，面積0.43平方公里，海拔高度157米，2001年人口41，人口密度每平方公里95.6人。